# Бени-Суэйф (мухафаза)
Бе́ни-Суэ́йф (араб. بني سويف‎) — мухафаза в Арабской Республике Египет. Административный центр — город Бени-Суэйф. Расположена в центре страны, к югу от мухафазы Эль-Файюм, к северу от мухафазы Эль-Минья и к западу от мухафазы Красное Море, мухафаза Эль-Гиза граничит с Бени-Суэйфом на западе и северо-востоке.

## История
В Древнем Египте нынешняя территория мухафазы входила в состав двадцатого нома. Во времена до административной реформы, когда Египет делился на 42 региона, мухафаза Бени-Суэйф занимала территорию двадцатого и двадцать четвёртого региона.

## Административное деление
Мухафаза состоит из 7 административных центров (районов), 7 городов и 39 сельских местных общин, к которым относятся 222 деревень. Центры и города мухафазы:
- Васта
- Бени-Суэйф
- Насер
- Ихнасия
- Биба
- Самсата
- Эль-Фашн

## Достопримечательности
Бени-Суэйф можно считать музеем под открытым небом. Здесь расположены такие памятники истории и культуры как пирамида Мейдум — одна из древнейших египетских пирамид, построенная в 2600 году до нашей эры. Строительство закончилось при фараоне Снофру — первом правителе из четвёртой династии. Памятники времён фараонов также имеются в деревнях Абу-Сир, Ихнасья, Дашаша, Эль-Хиба, Эль-Мадаль и др. В провинции также немало коптских святынь, монастырей и церквей.